# スペンサー銃
スペンサー銃（スペンサーじゅう）、スペンサー連発銃（スペンサーれんぱつじゅう、英：Spencer repeating rifle）は、管状弾倉装填式の小銃。南北戦争中の北軍、特に騎兵隊に採用された。しかし当時の標準装備である前装式ライフルマスケットを置き換えることはなかった。スペンサー・カービン（Spencer carbine）もある。

## 構造
まずスプリングフィールドM1873トラップドアのように撃鉄を手動でハーフコックの位置にし、レバーを起こして使用済みの薬莢を排出。次にレバーを倒して管状弾倉から新しいカートリッジを薬室へ送って遊底を閉鎖する。そして射撃の直前に撃鉄をフルコック位置にまで起こす。このように、ヘンリーライフルとは異なり、レバーを起倒する一挙動だけでは脱包・装填・コッキングの動作を行うことはできなかった。
スペンサー銃は連射できるよう銃床内に管状弾倉を内蔵。空になった時には銃床の床尾側から弾薬送り用のばねチューブを抜き取り、弾倉の中へ弾を一つずつ落とし込むか、ブレイクスリーカートリッジボックス（Blakeslee cartridge box）と呼ばれる弾薬盒を使い弾倉を換えた。ブレイクスリーカートリッジボックスにはチューブ6本入りと10本入りと13本入りがあった。

## 銃弾
スペンサー銃の銃弾（カートリッジ）は本銃用に開発された.56-56スペンサー弾であった。後世の弾薬の表し方と異なり、56-56の最初の56は薬莢後部（リムの直前部分）の直径、2番目の56が薬莢前部の直径を表す。実際の弾丸直径は0.52インチだった。カートリッジには45グレイン（2.9g）の黒色火薬が充填されていた。
カートリッジには.56-52、.56-50もあり、.56-46のバージョンさえ少数が作られた。それらはオリジナルの56-56よりも口径を小さくしたネックダウンバージョンであった。カートリッジの長さは、管状弾倉と機関部の制約のため、約1.75インチに制限された。
時間が経つと、オリジナルの.56-56以上に威力と射程を増すために、より小さい直径、より軽い弾丸、より多い装薬量が求められ、そうしたカートリッジが作られた。それらは当時の口径0.58インチのライフルマスケットとおおよそ同じくらい強力であったが、.45-70と.50-70ガバメント弾のような他の初期の実包の規格と比べて威力不足だった。

## 歴史
1860年にクリストファー・スペンサーが開発。当初陸軍省は保守的で、スペンサー連発銃の軍への導入を遅らせた。スペンサーは結局、エイブラハム・リンカーン大統領に謁見できた。彼は射撃競技会と兵器の展示会に大統領を招待してスペンサー銃の性能を大統領に見せた。リンカーンはスペンサー銃に感銘を受け、採用と大量生産を命じた。
スペンサー連発銃は最初にアメリカ海軍、次にアメリカ陸軍によって採用され、南北戦争で使用された。アメリカ連合国は時折この銃とカートリッジを鹵獲したが、薬莢の原料となる銅の不足と、信頼性のあるカートリッジを製造するだけの工業力がなかったため、弾が不足して十分にスペンサー銃を活用できなかった。
注目に値する早期の使用例はフーヴァーズギャップの戦闘（ジョン・T・ワイルダー大佐の「稲妻旅団」が連発銃の火力を効果的に示した場所）と、ゲティスバーグの戦い（ジョージ・アームストロング・カスター准将麾下のミシガン旅団の2個連隊が、ハノーヴァーの戦闘と、東の騎兵の戦場において、スペンサー銃を運用した場所）である。
戦争が進むにつれて、スペンサー銃は、多くの北軍騎兵と騎乗歩兵連隊によって運用され、火力が増強されるにしたがって北軍に供給された。

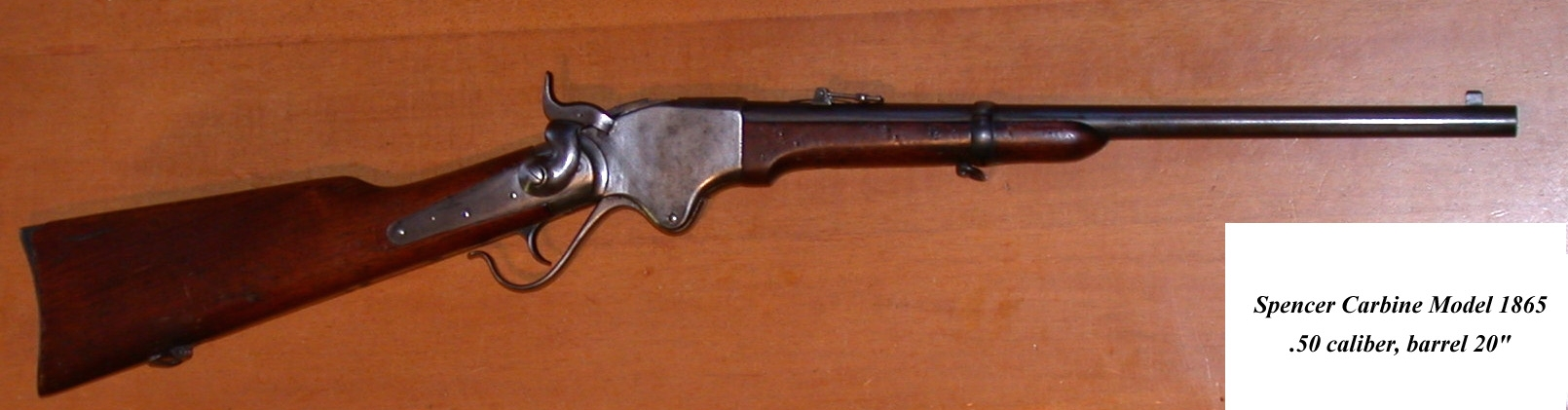
スペンサー騎兵銃 M1865 .50口径

スペンサー銃は、持続可能な毎分20発以上の発射速度とともに、戦闘という状況下で非常に信頼できると示した。毎分2-3発の発射速度の標準的な前装銃と比べて、これは利点だった。しかし高い発射速度の利点を活かす効果的な戦術はまだ開発されていなかった。
当時の軍隊ではマスケット銃時代のように、鉛の塊と黒色火薬の補給を受けて各自がカートリッジを作る前提で補給が考えられており、銃・銃弾の統一が図られていなかった（南北軍の兵士は私物の銃を使っている者も多かった）。つまり予備弾薬を運ぶための補給及び輜重（サプライチェーン）が極めて不十分であった。
1860年代後半に、スペンサー社はフォーガティライフル社に、最終的にウィンチェスター社に売却された。生産終了までにおよそ20万挺のスペンサー歩兵銃、スペンサー騎兵銃が製造された。いくつかの国では初めて採用された弾倉装填式銃であった。後に多くのスペンサー銃が余剰品としてフランスに販売され、1870年の普仏戦争で使用された。
スペンサー社は1869年に倒産したが弾は1920年代頃まで米国内で販売されていた。後に多くのスペンサー銃がリムファイア方式からセンターファイア方式に改造されて、真鍮製.50-70センターファイアカートリッジを撃てるようになった。この弾は現在も一部の専門店で取り扱いがある。

## 日本のスペンサー銃
南北戦争後、アメリカで余剰となったスペンサー銃が幕末の日本に輸入された。当時の日本では英語の「スペンサー・カービン」よりも、蘭語読みの「スペンセル・カーバイン」と呼称される方が多い。総督府の発注で慶応4年（1868年）に大村益次郎が横浜で入手した際の価格は一挺37ドル80セントと記録されており、当時の官軍主力銃であったスナイドル銃の価格（一挺9ドル30セント）に比べると四倍近くも高価であった。
幕府歩兵隊（後の大鳥圭介配下含む）と主に佐賀藩・黒羽藩が購入して装備し、戊辰戦争で使用したが、高価さに加えて専用弾薬の入手難易度が高い（内製化されておらず、全て輸入に頼っていた）ため、弾薬補給の観点から他の輸入銃に比べて数は多くはない。この他に、郡上藩の凌霜隊（同藩の佐幕派から成る諸隊の一つ）も装備していたとみられ、少数とはいえ討幕・佐幕双方で使用していたといわれる。
山本八重(新島八重)が鶴ケ城籠城戦でこの銃を担いで戦った。先に使ったのはゲベール銃。『八重の桜』で八重を演じた綾瀬はるかは、戦闘のシーンで実物と同じおよそ5キログラムある戸井田工業のステージガンを抱えて走り回る必要上、腕立て伏せをして腕力を鍛え撮影に臨んだという。
西南戦争後の1878年当時、近衛砲兵大隊ではスペンサー銃が主力小銃となっていたが、銃剣装備が不可能であったため同年の竹橋事件ではスナイドル銃のほうが良いと言われたという。